# Saison 12 d'Arabesque
Chronologie
Saison 11
Cet article présente le guide des épisodes de la douzième saison (et dernière) de la série télévisée américaine Arabesque.